# أختر أيوب
أختر أيوب (10 ديسمبر 1987 - ) هو لاعب كريكت باكستاني. لعب مع مختبرات خان للأبحاث وRawalpindi cricket team ‏.

## وصلات خارجية
- أختر أيوب على موقع إي آس بي آن كريك إنفو (الإنجليزية)